# Joseph Bonnet
Pour les articles homonymes, voir Bonnet.
Joseph Bonnet, né à Bordeaux le 17 mars 1884, et mort à Sainte-Luce-sur-Mer, Québec (Canada), le 2 août 1944, est un organiste et compositeur français.

## Biographie
Initié à l'orgue par Paul Combes, Joseph Bonnet fut élève d’Alexandre Guilmant et longtemps considéré comme son héritier spirituel. Il devient organiste officiel de l’église Saint-Eustache en 1906, sur concours (il le demeure officiellement jusqu’en 1944). Il reçoit le premier prix du Conservatoire de Paris la même année. Il est aussi l'organiste officiel du Conservatoire de Paris.
Il participe à de nombreuses tournées en Europe jusqu'en 1914. Mobilisé pendant la Première Guerre mondiale, il est réformé en 1917 pour raison de santé. La même année, son unique frère meurt pendant la Bataille des Dardanelles.
Son rayonnement outre-Atlantique est très important (tournée de 1917, professeur à l'Eastman School of Music, fondation de plusieurs écoles d'orgue aux États-Unis et au Canada, cours magistraux à Boston en 1936), et encore de nos jours, il est beaucoup plus connu en Amérique qu’en France.
Il composa quelques pièces dans les premières années de sa carrière avant de se tourner tout entier vers l'interprétation des classiques à partir des années 1920.
Très religieux, oblat bénédictin et grand amateur de musique grégorienne, il fonda l'Institut grégorien de Paris en 1923, qu'il présida jusqu'à sa mort.
Il intervient comme expert pendant la réfection de l'orgue de Saint-Eustache entre 1926 (?) et 1932. Le 1er avril 1927, il épouse Geneviève Turenne (1899-1972) fille d'un ingénieur des arts et manufactures et petite-nièce d'Armand Onésime Moisant (1838-1906) ; parmi les témoins, Charles-Marie Widor et l'organiste Charles Tournemire. Le couple a deux enfants : une fille, Françoise Romaine et un garçon, Bénédict.
Malgré la guerre, il est envoyé début 1940 en tournée aux États-Unis avec sa famille. La défaite française lui interdit le retour. Il profita de sa notoriété pour multiplier les galas au profit des prisonniers de guerre français. 
Sa santé se dégrade en 1943 et il meurt en 1944 au Canada, dans un hôtel à Sainte-Luce-sur-Mer, près de Rimouski où il passait les vacances avec sa femme et ses enfants. Ses funérailles ont eu lieu à la chapelle de l’Abbaye Saint-Benoît-du-Lac, Québec (Canada), où son corps a été inhumé drapé dans un drapeau tricolore. 

Son orgue personnel, construit en 1931 par Victor et Fernand Gonzalez (38 jeux, 3 claviers et pédalier), a été acquis par les Bénédictins de Saint-Benoît-du-Lac en 1948, inauguré par André Marchal en 1949, et est conservé en parfait état dans une dépendance de l’abbaye.

## Œuvre

### Compositions

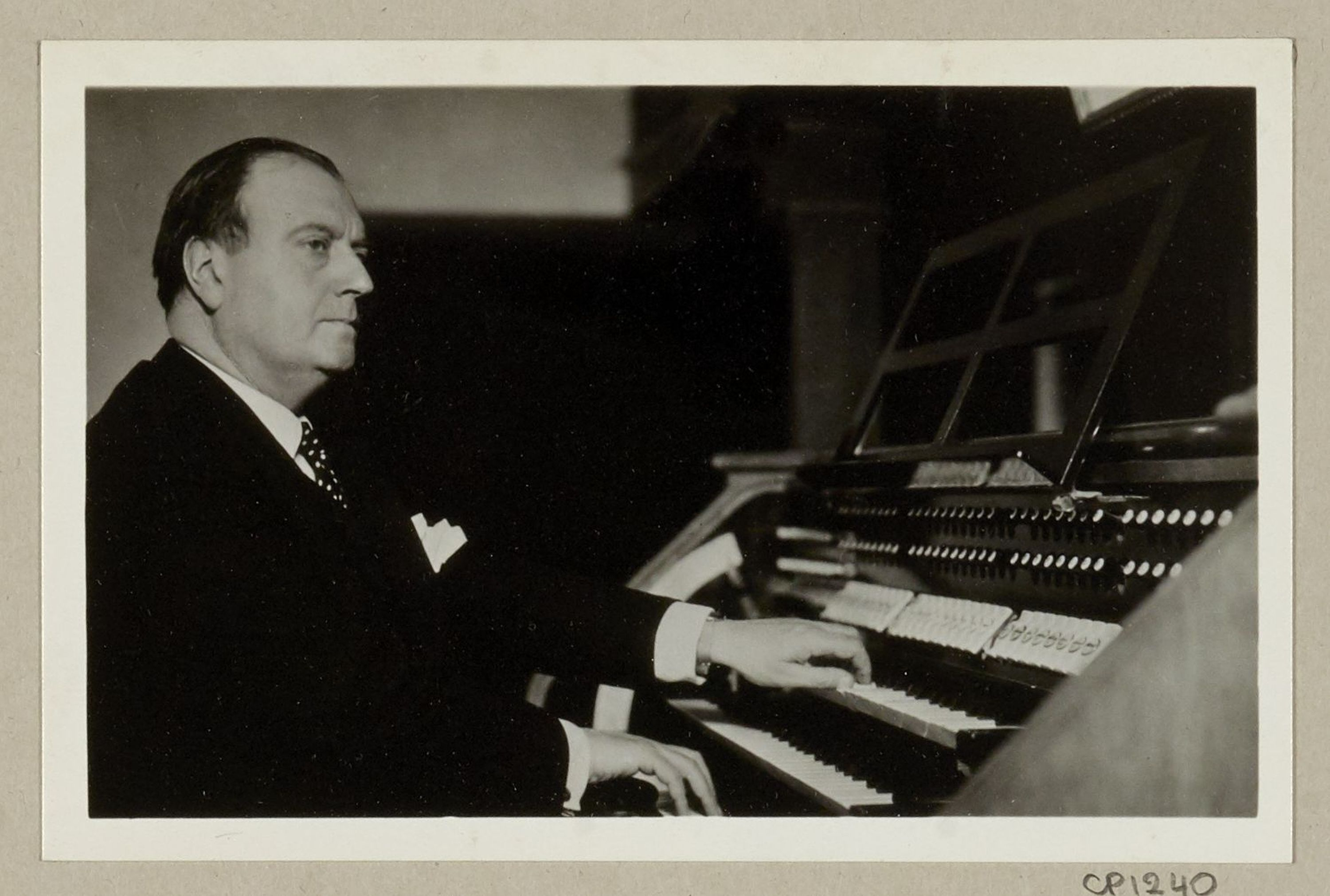
Joseph Bonnet au clavier

Compositeur prolifique dans les premières années de sa carrière, Joseph Bonnet a publié l'essentiel de son œuvre entre 1908 et 1913. Il composa encore une pièce en 1925 puis cessa complètement pour se consacrer exclusivement à l'interprétation.
Son œuvre compte malgré tout 10 opus dont 2 ont été perdus. Toutes ces pièces ont été écrites pour orgue, avec ou sans accompagnement.
Très éclectique, Joseph Bonnet compose pêle-mêle des pages liturgiques ou pseudo-liturgiques, des hommages au Titanic, à la Catalogne ou à la ville de Prague, des pièces impressionnistes, romantiques, etc.
À noter que ses Variations sont les seules à ne pas avoir souffert de désaffection en France.
- Opus 1 : Variations de concert pour orgue, 1908 : Ed. Leduc, P. Bertrand et cie. Dédicacées à M. Clarence Eddy.
- Opus 2 : Ave Maria pour 4 voix mixtes avec accompagnement d'orgue. 1908 : Éditions Mutuelles. Dédicacé à Maurice Emmanuel, maître de chapelle à l'église Sainte-Clotilde.
- Opus 3 : Poèmes d’automne pour orgue, 1908 : Ed. Leduc, P. Bertrand et cie.
  - No 1 Lied des chrysanthèmes dédicacé à Alexandre Guilmant.
  - No 2 Matin provençal dédicacé à William C.Carl
  - No 3 Poème du soir dédicacé à M. et Mme Charles Tournemire.
- Opus 4 : perdu
- Opus 5 : Douze Pièces pour Grand Orgue (volume 1), 1909 : Ed. Leduc, P. Bertrand et cie.
  - No 1 Prélude
  - No 2 Lamento
  - No 3 Toccata
  - No 4 Nocturne
  - No 5 Ave Maris Stella
  - No 6 Rêverie
  - No 7 Intermezzo
  - No 8 Fantaisie sur deux noëls
  - No 9 Épithalame
  - No 10 Légende symphonique
  - No 11 Canzona
  - No 12 Rhapsodie catalane
- Opus 6. _ 1910. Ed. Leduc, P. Bertrand et cie.
  - Agnus Dei
  - 2e Ave Maria
  - O salutaris, op. 6 no 3
- Opus 7 : Douze Pièces Nouvelles pour Grand Orgue (volume 2), 1910. Ed. Leduc, P. Bertrand et cie.
  - No 1 Dédicace
  - No 2 Étude de concert
  - No 3 Clair de lune
  - No 4 Stella Matutina
  - No 5 Songe d’enfant
  - No 6 Chant du printemps
  - No 7 Prélude au Salve Regina
  - No 8 Romance sans paroles
  - No 9 Pastorale
  - No 10 Deuxième légende
  - No 11 Elfes
  - No 12 Caprice héroïque
- Opus 8
  - Pater Noster
  - Pie Jesu
- Opus 9 : perdu
- Opus 10 : Douze Pièces pour Grand Orgue (volume 3) 1913. Ed. Leduc, P. Bertrand et cie.
  - N°1 In memoriam Titanic
  - No 2 Ariel
  - No 3 Méditation
  - No 4 Moment musical
  - No 5 Consolation
  - No 6 Berceuse
  - No 7 Magnificat
  - No 8 Chaconne
  - No 9 Paysage
  - No 10 Angélus du soir
  - No 11 Interludes
  - No 12 Pisen Ceskeho Naroda, poème tchèque (dédicacé à la ville de Prague).
- Sans opus :
  - Chant Triste (1925), à la mémoire de Joachim Gasquet.

### Enregistrements et publications
Concertiste émérite, Bonnet enregistra de nombreuses fois, notamment les œuvres de Frescobaldi et de Bach.
Citons pour mémoire sa série «Historical Organ Recitals», qui connurent un grand succès à l’époque, et dont les partitions ont été publiées par G. Schirmer, New York, de 1917 à 1920.

## Sources
- Site officiel de Joseph Bonnet
- Interview de Françoise Brown-Bonnet du 11 octobre 2006, fille aînée de Joseph Bonnet. (source?)
- Mixtures Journal officiel de la FQAO, no 31, novembre 2009; article de François Widmer sur Joseph Bonnet (p. 5-8).
- Guide de la musique d'orgue, par Gilles Cantagrel; article de François Sabatier, «Les Indispensables de la Musique», Fayard, Paris, 2012.